# Agulla Tchihatcheff
L'Agulla Tchihatcheff és una muntanya de 3.052 m d'altitud, amb una prominència de 35 m, que es troba a la Cresta de Llosàs, al massís de la Maladeta, província d'Osca (Aragó).